# Vertex (band)
Vertex was een Amerikaanse band die in 1995 werd opgericht met zanger Stephen Pearcy (Ratt, Arcade, Vicious Delite, Nitronic), gitarist Al Pitrelli (Danger Danger, Hotshot, Alice Cooper, Asia, Savatage, Megadeth, Trans-Siberian Orchestra) en drummer Hiro Kuretani (WXXI, Trancentral Station).

## Bezetting
- Stephen Pearcy[2] (leadzang)
- Al Pitrelli[3] (gitaar, basgitaar, keyboards)
- Hiro Kuretani[4] (drums, programmering, keyboards, synthesizers, computer, piano)
- Robbie Crane[5] (basgitaar) (alleen tourneelid)

## Geschiedenis
Vertex bracht in 1996 een titelloos album en een single uit voor het nummer One Like a Son met twee remixen van Eric Caudieux en Stan Katayama. Er is ook een video voor deze single uitgebracht. Alle baspartijen werden gespeeld door Pitrelli, die ook keyboards opnam. Bob Daisley speelde basgitaar op de nummers Time and Time en Ain't Gonna Be. Het album is een conceptalbum met één verteller, een reeks gebeurtenissen en terugkerende personages. Kuretani had Stephen Pearcy ontmoet tijdens een optreden waar hij opende voor Stephens band Arcade. Bassist Robbie Crane was een reizende bassist voor Vertex, maar stond niet op het album van de band. De muziek van de band is gecategoriseerd als industriële rock. Stephen Pearcy heeft zich momenteel weer bij Ratt en Robbie Crane bij Black Star Riders gevoegd. Hiro Kuretani werd producent van elektronische muziek (progressieve pauzes).

## Discografie

### Albums
- 1996: Vertex

### Singles
- One Like a Son